# Lucie Havlíčková
Lucie Havlíčková, née le 13 mars 2005, est une joueuse de tennis tchèque.

## Biographie

### Carrière junior
En 2022, alors classée au sixième rang mondial chez les juniors, elle remporte le tournoi de Roland-Garros en dominant en finale l'Argentine Solana Sierra. 
Le même jour, elle remporte également la finale du double junior filles avec sa compatriote Sára Bejlek. 
En septembre, elle perd en finale du tournoi junior de l'US Open contre Alexandra Eala et remporte le tournoi en double avec Diana Shnaider. Également titrée au Banana Bowl à Criciúma en février et finaliste à Offenbach en mai, ces résultats lui permettent d'être sacrée championne du monde junior en fin d'année.

### Carrière professionnelle
Elle fait ses débuts professionnels au tournoi de Prague en 2021, pour lequel elle reçoit une invitation. En double, elle se hisse en finale aux tournois d'Antalya et de Jablonec nad Nisou sans réussir à s'imposer.
En 2022, elle est battue au deuxième tour du tournoi de Prague par Anett Kontaveit et dispute une finale à Trnava.
Avec sa compatriote Laura Samson, elle parvient en 2025 en finale de l'épreuve de double du tournoi de Prague en catégorie WTA 250.

## Palmarès

### Titre en double dames
Aucun

### Finale en double dames
| No | Date       | Nom et lieu du tournoi            | Catégorie | Dotation  | Surface    | Vainqueures                     | Partenaire   | Score            |          |
| -- | ---------- | --------------------------------- | --------- | --------- | ---------- | ------------------------------- | ------------ | ---------------- | -------- |
| 1  | 21-07-2025 | Livesport Prague Open 2025 Prague | WTA 250   | 275 094 $ | Dur (ext.) | Nadiia Kichenok Makoto Ninomiya | Laura Samson | 1-6, 6-4, [10-7] | Parcours |

## Parcours en Grand Chelem

### En simple dames
| Année | Open d'Australie | Open d'Australie | Internationaux de France | Internationaux de France | Wimbledon | Wimbledon             | US Open | US Open       |
| ----- | ---------------- | ---------------- | ------------------------ | ------------------------ | --------- | --------------------- | ------- | ------------- |
| 2023  | —                | —                | —                        | —                        | Q1        | Marina Bassols Ribera | Q1      | Jang Su-jeong |

N.B. : à droite du résultat se trouve le nom de l'ultime adversaire.

## Classements en fin de saison
| Année          | 2021 | 2022 | 2023 | 2024 |
| Rang en simple | 1167 | 383  | 243  | 584  |
| Rang en double | 842  | 370  | 546  | 908  |

Source : (en) Classements de Lucie Havlíčková sur le site officiel de la Fédération internationale de tennis